# That's What Friends Are For
"That's What Friends Are For" is een nummer geschreven door Burt Bacharach en Carole Bayer Sager.
Het nummer werd voor het eerst opgenomen in 1982 door Rod Stewart voor de soundtrack van de film Night Shift, maar de zanger had hier geen succes mee. Het werd in 1985 alsnog een wereldwijde hit, toen het opnieuw werd opgenomen door "Dionne Warwick & Friends". Deze gelegenheidsformatie bestond uit Dionne Warwick, Elton John, Gladys Knight en Stevie Wonder. Deze versie werd opgenomen als liefdadigheidssingle voor het onderzoek naar en de preventie van aids. 
Het nummer werd de bestverkochte single van 1986 in de Verenigde Staten en won de Grammy Awards voor "Best Pop Performance by a Duo or Group with Vocals" and Song of the Year. Het haalde meer dan 3 miljoen dollar op voor het goede doel. 
Ook buiten de VS was het een hit. Het nummer bereikte de eerste plek in Australië en Canada en haalde de top 10 in België, Ierland, Italië, Nieuw-Zeeland, Noorwegen, Zuid-Afrika en Zweden. In Nederland werd de 13e positie behaald.
Het nummer is sindsdien vele malen gecoverd, onder meer door Trijntje Oosterhuis.

## NPO Radio 2 Top 2000
| Nummer met noteringen in de NPO Radio 2 Top 2000  | '07 | '08 | '09  | '10  |
| ------------------------------------------------- | --- | --- | ---- | ---- |
| That's What Friends Are For (Trijntje Oosterhuis) | 911 | -   | 1605 | 1535 |

1. ↑  Een '-' betekent dat het nummer niet was genoteerd en een vetgedrukt getal geeft de hoogste notering aan.
2. ↑  2007 was het eerste jaar met een notering voor dit nummer.
3. ↑  Deze tabel is bijgewerkt tot en met de laatste editie (2024).